# Ladislav Dluhoš
Ladislav Dluhoš (né le 6 octobre 1965 à Čeladná) est un ancien sauteur à ski tchèque.

## Palmarès

### Jeux Olympiques
| Épreuve / Édition | Sarajevo 1984 | Calgary 1988 | Lillehamer 1994 |
| Petit Tremplin    |               | 14e          |                 |
| Grand Tremplin    | 12e           | 14e          | 30e             |
| Par Equipes       |               | 4e           | 7e              |

### Championnats du monde
| Épreuve / Édition | Engelberg 1984 | Seefeld 1985 | Oberstdorf 1987 | Lahti 1989 | Val di Fiemme 1991 |
| Petit Tremplin    |                |              | 53e             | 11e        | 26e                |
| Grand Tremplin    |                | 33e          | 29e             | 6e         | 25e                |
| Par Equipes       | Bronze         |              | 4e              | Bronze     | 5e                 |

### Championnats du monde de vol à ski
| Épreuve / Édition | Planica 1985 | Kulm 1986 | Oberstdorf 1988 | Vikersund 1990 |
| Individuel        | 5e           | 4e        | 17e             | 32e            |

### Coupe du monde
- Meilleur classement final: 10e en 1986.
- Meilleur résultat: 2e.